# Hieracium carnosiceps
Hieracium carnosiceps es una especie de planta con flor del género Hieracium, de la familia Asteraceae, orden Asterales.

## Distribución
Hieracium carnosiceps se distribuye por Suecia.

## Taxonomía
Fue descrita científicamente por Johanss. Fue publicada en Bot. Not. 1914: 80 (1914).